# Lawotschkin La-15
Die Lawotschkin La-15 (russisch Лавочкин Ла-15, NATO-Codename: Fantail) ist ein sowjetisches Jagdflugzeug.

## Entwicklung
Die La-15 wurde vom Konstruktionsbüro Lawotschkin als Konkurrenzentwurf zur MiG-15 entwickelt und ab Anfang 1948 als La-174D erprobt. Eingesetzt wurde das britische Rolls-Royce Derwent-Triebwerk oder dessen Nachbau RD-500. Die ab der zweiten Jahreshälfte 1948 in Gorki geplante Serienproduktion, allein für das Jahr 1949 war der Bau von 650 Flugzeugen vorgesehen, wurde durch eine notwendige Überarbeitung der Konstruktionspläne zur Vereinfachung der Fertigung verzögert und der Beginn verschob sich auf den Februar 1949. Im April 1949 begann auch das Saratower Werk mit der Herstellung. Am 17. Juli 1949 wurde das Flugzeug auf der Tuschinoer Luftparade der Öffentlichkeit vorgeführt. Die ersten 20 Exemplare wurden beim 196. Jagdfliegerregiment in Kubinka in Dienst gestellt, wo sie die Jak-15 ersetzten. Das Flugzeug war bei den Piloten wegen seiner Wendigkeit und Steigleistung beliebt, hatte aber eine Neigung zu unkontrollierbaren Flugzuständen und geriet leicht ins Trudeln. In den ersten Einsatzwochen gingen vier La-15 durch Abstürze, bei denen zwei Piloten starben, verloren. Die Serienfertigung endete bereits im August des Jahres nach etwa 235 Exemplaren, für die Großserienfertigung wurde die MiG-15 ausgewählt. Diese war zwar in ihren Eigenschaften geringfügig schlechter, in der Herstellung und Wartung jedoch deutlich einfacher. Die La-15 blieb bis 1954 im Truppendienst.

## Weiterentwicklungen
Mit der Weiterentwicklung La-176 konnte am 26. Dezember 1948 erstmals in der Sowjetunion Schallgeschwindigkeit geflogen werden.
Eine andere Ableitung war der Doppelsitzer La-15UTI, von dem nur zwei Exemplare entstanden. Die Flugleistungen entsprachen in etwa denen der La-15. Um den zweiten Pilotensitz unterzubringen, wurde die Bewaffnung reduziert.

## Technische Daten

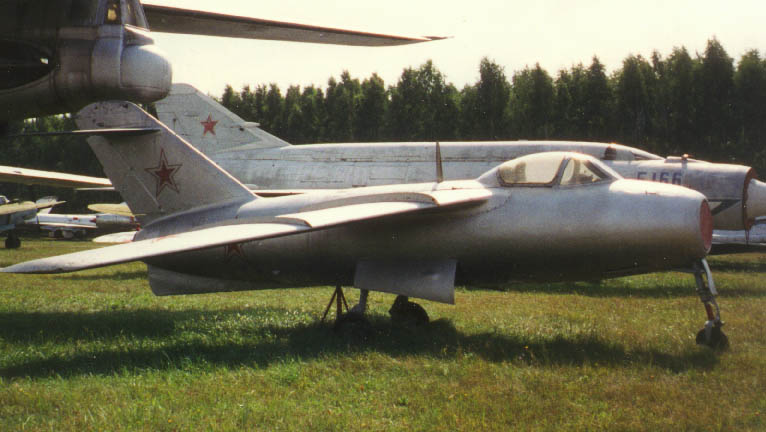
La-15

Dreiseitenriss

| Kenngröße             | Daten (La-15)                                      | Daten (La-15UTI)                                   |
| --------------------- | -------------------------------------------------- | -------------------------------------------------- |
| Besatzung             | 1                                                  | 2                                                  |
| Spannweite            | 8,83 m                                             | 8,83 m                                             |
| Länge                 | 9,10 m                                             | 9,65 m                                             |
| Höhe                  | 3,35 m                                             | 3,35 m                                             |
| Flügelfläche          | 16,16 m²                                           | k. A.                                              |
| Flügelpfeilung        | 37° 20′                                            | k. A.                                              |
| Leermasse             | 2.575 kg                                           | 2.750 kg                                           |
| Startmasse            | normal 3.500 kg maximal 3.850 kg                   | maximal 3.850 kg                                   |
| Flächenbelastung      | 238,3 kg/m²                                        | k. A.                                              |
| Leistungsbelastung    | 2,42 kg/PS                                         | k. A.                                              |
| Triebwerk             | 1 × Strahltriebwerk RD-500 mit 1.590 kp Standschub | 1 × Strahltriebwerk RD-500 mit 1.590 kp Standschub |
| Leistung              | 15,6 kN                                            | 15,6 kN                                            |
| Höchstgeschwindigkeit | 1.025 km/h in 5.000 m                              | 1.010 km/h in 5.000 m                              |
| Marschgeschwindigkeit | k. A.                                              | 800 km/h                                           |
| Steigzeit             | 3,10 min auf 5.000 m                               | k. A.                                              |
| Reichweite            | normal 1.100 km                                    | normal 1.150 km                                    |
| Dienstgipfelhöhe      | 13.700 m                                           | 13.700 m                                           |
| Bewaffnung            | 3 × 23-mm-Kanone NR-23                             | 1 × 23-mm-Kanone NR-23                             |